# Yūsuke Kobayashi (futbolista nacido en 1994)
Yūsuke Kobayashi (小林 祐介 Kobayashi Yūsuke?, nacido el 23 de octubre de 1994 en Saitama) es un futbolista japonés que se desempeña como centrocampista en el JEF United Chiba de la J2 League.

## Trayectoria

### Clubes
| Club                      | País  | Año         |
| ------------------------- | ----- | ----------- |
| Kashiwa Reysol            | Japón | 2013 - 2021 |
| J. League sub-22 (cedido) | Japón | 2014        |
| Shonan Bellmare (cedido)  | Japón | 2018        |
| JEF United Chiba          | Japón | 2021 -      |

## Estadística de carrera

### J. League
| Club             | Año   | J. League | J. League | Copa J. League | Copa J. League | Total | Total |
| Club             | Año   | Part.     | Goles     | Part.          | Goles          | Part. | Goles |
| ---------------- | ----- | --------- | --------- | -------------- | -------------- | ----- | ----- |
| Kashiwa Reysol   | 2013  | 0         | 0         | 0              | 0              | 0     | 0     |
| Kashiwa Reysol   | 2014  | 10        | 0         | 2              | 0              | 12    | 0     |
| Kashiwa Reysol   | 2015  | 14        | 0         | 1              | 0              | 15    | 0     |
| Kashiwa Reysol   | 2016  | 22        | 0         | 4              | 0              | 26    | 0     |
| Kashiwa Reysol   | 2017  | 14        | 1         | 3              | 0              | 17    | 1     |
| J. League sub-22 | 2014  | 4         | 0         | -              | -              | 4     | 0     |
| Total            | Total | 64        | 1         | 10             | 0              | 74    | 1     |

## Palmarés

### Títulos nacionales
| Título         | Club            | País  | Año  |
| -------------- | --------------- | ----- | ---- |
| Copa J. League | Kashiwa Reysol  | Japón | 2013 |
| Copa J. League | Shonan Bellmare | Japón | 2018 |

### Títulos internacionales
| Título           | Club (*)       | Sede    | Año  |
| ---------------- | -------------- | ------- | ---- |
| Copa Suruga Bank | Kashiwa Reysol | Kashiwa | 2014 |

(*) Incluyendo la selección